# Lithostege coassaria
Lithostege coassaria là một loài bướm đêm trong họ Geometridae.